# Jerdon-Musang
Der Jerdon-Musang (Paradoxurus jerdoni) ist eine Schleichkatzenart aus der Gattung der Musangs (Paradoxurus). Sein Verbreitungsgebiet beschränkt sich auf Südindien, wo er in den Westghats vorkommt.

## Merkmale
Der Jerdon-Musang erreicht eine Kopf-Rumpf-Länge von 43 bis 62 Zentimeter bei einer Schwanzlänge von 38 bis 53 Zentimeter. Das Körpergewicht beträgt 3,6 bis 4,3 Kilogramm. Die Körperfarbe ist einheitlich braun, wobei der Bereich von Kopf, Nacken und Schultern sowie die Beine und der Schwanz etwas dunkler gefärbt sind. Die Braunfärbung ist relativ variabel und reicht von einem blass sandbraunen und hellbraunen Ton bis zu einem sehr dunklen Braun, gelegentlich ist das Fell teilweise grau. Der Schwanz kann eine weiße oder gelbliche Schwanzspitze aufweisen.
Anders als der Fleckenmusang (Paradoxurus hermaphroditus) besitzt er keine Zeichnung auf dem Körper oder im Gesicht. Er hat etwa die gleiche Größe wie der Fleckenmusang, allerdings ist der Schwanz länger und glatter. Wie beim Goldmusang (Paradoxurus zeylonensis) wachsen die Nackenhaare gegen den Strich zum Kopf statt zum Hinterende.

## Verbreitung

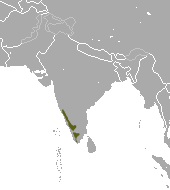
Verbreitungsgebiet des Jerdon-Musangs in Südindien

Das Verbreitungsgebiet des Jerdon-Musangs beschränkt sich auf Südindien, wo er in den Westghats vorkommt. Das genaue Verbreitungsgebiet ist nicht bekannt, da die Tiere vor allem nachtaktiv sind und in den Bäumen leben. Die Höhenverbreitung liegt in der Regel über 1.000 Meter, wobei er jedoch auch schon in Höhen von etwa 700 Metern beobachtet wurde.

## Lebensweise
Der Jerdon-Musang ist nachtaktiv und lebt vor allem in stark immergrünen und feuchten Waldgebieten und teilweise auch in Kaffeeplantagen, wo er sich vor allem in den Bäumen aufhält (arboreal). Er kommt sowohl in ungestörten Waldhabitaten wie auch in Waldrestbeständen inmitten von Teeplantagen und in der Nähe menschlicher Behausungen vor. Der Jerdon-Musang lebt teilweise sympatrisch mit dem verwandten Fleckenmusang. Dabei überschneiden sich die Lebensräume dieser beiden Arten in den trockeneren Waldgebieten, während in den Regenwaldgebieten nur der Jerdon-Musang und in den umgebenden Trockengebieten nur der Fleckenmusang vorkommt.
Er ernährt sich vor allem von Früchten, wobei etwa 40 verschiedene Futterpflanzen bekannt sind. Zudem jagt er kleine Vögel, Säugetiere und Insekten.

## Taxonomie und Systematik

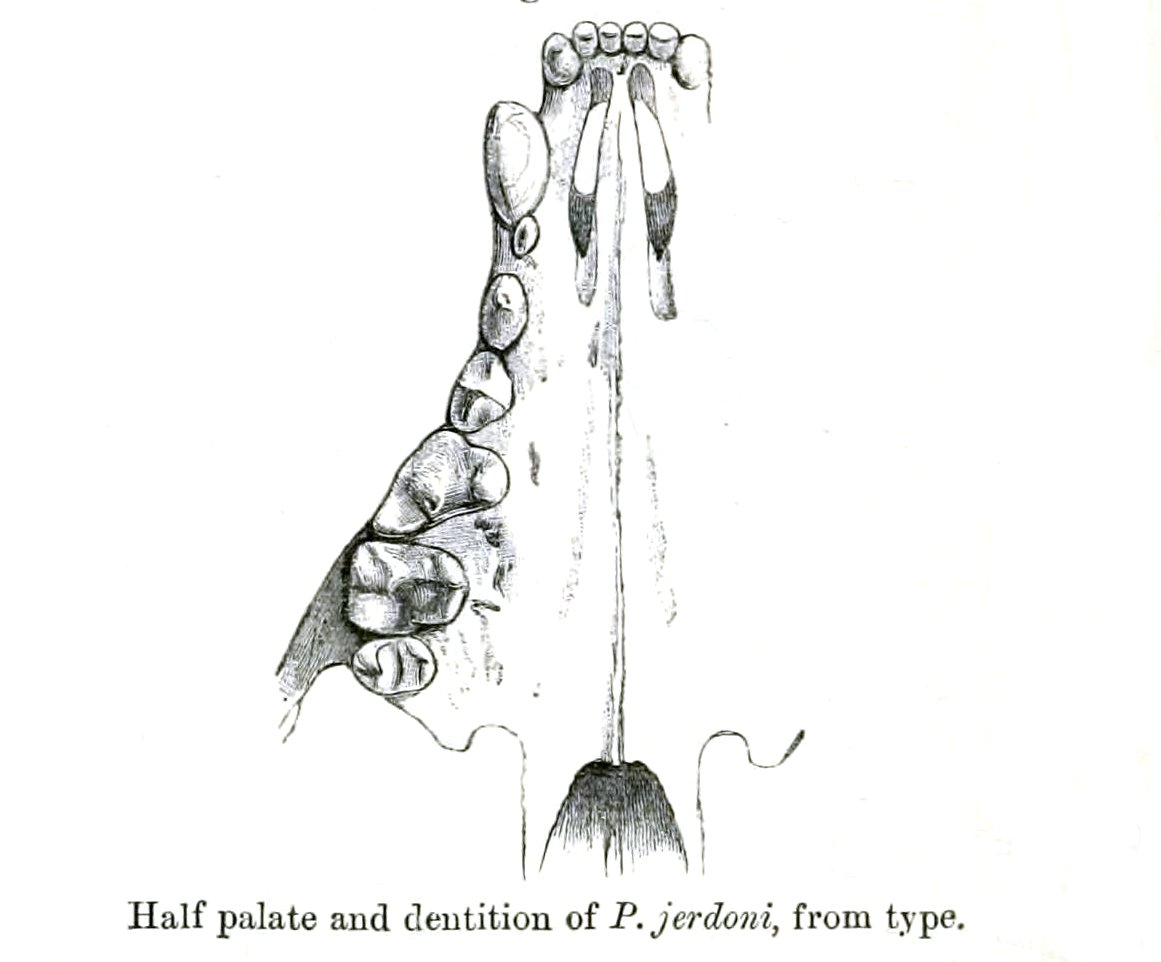
Bezahnung und Gaumen des Jerdon-Musangs; Zeichnung aus der Erstbeschreibung von William Thomas Blanford aus dem Jahr 1885

Der Jerdon-Musang wurde im Jahr 1885 von William Thomas Blanford in den Proceedings of the Zoological Society of London erstmals wissenschaftlich beschrieben.
Er ist als eigenständige Art innerhalb der Gattung der Musangs (Paradoxurus) anerkannt. Neben der Nominatform wird mit Paradoxurus jerdoni caniscus eine zweite Unterart beschrieben.

## Bedrohung und Schutz
Die International Union for Conservation of Nature and Natural Resources (IUCN) stuft die Art seit 2008 als „nicht gefährdet“ (Least concern) ein, da sie sich offensichtlich sehr gut an veränderte und gestörte Habitate anpassen kann. Vorhergehende Einschätzungen 1994, 1996 und 2000 führten zu einer Einordnung als „gefährdet“ (vulnerable). Über die tatsächliche Populationsgröße ist wenig bekannt, die Art gilt jedoch in ihrem Lebensraum in ungestörten Waldgebieten oberhalb von 1.000 Meter als vergleichsweise häufig.
Allerdings lebt die Art in einem sehr begrenzten Gebiet und ist sehr stark von der Veränderung der landwirtschaftlichen Nutzung von Kaffee- und Kardamomplantagen bis hin zu Teeplantagen betroffen; während die Tiere in ersteren gut leben können, ist dies in Teeplantagen nicht möglich. Der Lebensraumverlust wird allerdings als nicht ausreichend eingeschätzt, um eine Einstufung der Art in eine Gefährdungsklasse zu rechtfertigen; eine weitere Beobachtung wird angeraten.

## Belege
1. 1 2 3  N. Rajamani, D. Mudappa D., H. Van Rompaey:  Distribution and status of the Brown Palm Civet in the Western Ghats, South India. (Memento des Originals vom 28. Juli 2011 im Internet Archive)  Info: Der Archivlink wurde automatisch eingesetzt und noch nicht geprüft. Bitte prüfe Original- und Archivlink gemäß Anleitung und entferne dann diesen Hinweis. (PDF; 821 kB) Small Carnivore Conservation 27, 2002: S. 6–11.
2. 1 2 3 4 5 6  Paradoxurus jerdoni in der Roten Liste gefährdeter Arten der IUCN 2011.2. Eingestellt von: D. Muddapa, A. Choudbury, 2008. Abgerufen am 9. April 2012.
3. ↑  William Thomas Blanford: A Monograph of the Genus Paradoxurus, F. Cuv. Proceedings of the Zoological Society of London 53, 1885: S. 780–808.
4. ↑  Don E. Wilson & DeeAnn M. Reeder (Hrsg.): Paradoxurus jerdoni in Mammal Species of the World. A Taxonomic and Geographic Reference (3rd ed).